# Tudweiliog
Tudweiliog est un village et une communauté du Gwynedd, au pays de Galles.

## Géographie
Tudweiliog est situé dans le nord-ouest du Gwynedd, sur la côte septentrionale de la péninsule de Llŷn. La communauté comprend aussi les villages et hameaux de Llangwnnadl (en), Llaniestyn (en) et Penllech (en).

## Démographie
Au recensement de 2011, la communauté de Tudweiliog comptait 970 habitants.